# Spellemannprisen 2007
Der Spellemannpris 2007 war die 36. Ausgabe des norwegischen Musikpreises Spellemannprisen. Die Nominierungen berücksichtigten Veröffentlichungen des Musikjahres 2007. Die Verleihung fand am 2. Februar 2008 im Oslo Spektrum statt. Die Veranstaltung wurde von Thomas Numme und Harald Rønneberg moderiert und von TV 2 übertragen. In der Kategorie „Årets Spellemann“ wurde Hellbillies ausgezeichnet, den Ehrenpreis („Hedersprisen“) erhielt DumDum Boys.

## Gewinner
| Kategorie                                      | Gewinner                      | Werk                                              |
| ---------------------------------------------- | ----------------------------- | ------------------------------------------------- |
| Barneplate (Kinderplatte)                      | Rasmus og Verdens Beste Band  | Kyssing e hæsli…                                  |
| Blues                                          | Grande                        | Uppers, Downers, Screamers & Howlers              |
| Country                                        | Hellbillies                   | Spissrotgang                                      |
| Danseorkester (Tanzorchester)                  | Anne Nørdsti                  | Livli' på låven                                   |
| Elektronika                                    | Salvatore                     | Days of Rage                                      |
| Folkemusikk/Gammaldans (Volksmusik/Gammaldans) | Sigrid Moldestad              | Taus                                              |
| Hip-hop                                        | Madcon                        | So Dark the Con of Man                            |
| Jazz                                           | Petter Wettre                 | Fountain of Youth                                 |
| Klassisk musikk (klassische Musik)             | Bergen Philharmonic Orchestra | Prokofiev: Romeo & Juliet                         |
| Kvinnelig Artist (Künstlerin)                  | Susanne Sundfør               | Susanne Sundfør                                   |
| Mannlig Artist (Künstler)                      | Magnet                        | The Simple Life                                   |
| Metal                                          | Mayhem                        | Ordo ad Chao                                      |
| Popgruppe                                      | Superfamily                   | Warszawa                                          |
| Rock                                           | My Midnight Creeps            | Histamin                                          |
| Samtidsmusikk (Gegenwartsmusik)                | Kari Rønnekleiv               | Ole-Henrik Moe: Ciaccona/3 Persephone Perceptions |
| Viser (Weisen)                                 | Henning Kvitnes               | Stemmer i gresset                                 |
| Åpen Klasse (Offene Klasse)                    | Live Maria Roggen             | Circuit Songs                                     |
| Årets Bransjepris (Branchenpreis des Jahres)   | Rolf Løvland                  | –                                                 |
| Årets Hederspris (Ehrenpreis des Jahres)       | DumDum Boys                   | –                                                 |
| Årets Hit (Hit des Jahres)                     | Madcon                        | Beggin’                                           |
| Årets Musikkvideo (Musikvideo des Jahres)      | Dimmu Borgir                  | The Serpentine Offering                           |
| Årets Nykommer (Newcomer des Jahres)           | Tine Thing Helseth            | Haydn/Hummel/Albinoni/Neruda                      |
| Årets Spellemann (Spellemann des Jahres)       | Hellbillies                   | Spissrotgang                                      |

## Nominierte
Barneplate
- Barnas Superjul: Musikken fra Julekalenderen
- Maj Britt Andersen und weitere: Pulverheksa
- Rasmus og Verdens Beste Band: Kyssing e hæsli…
- Trond Brænne, Maj Britt Andersen: Troll

Blues
- Bjørn Berge: I'm the Antipop
- Grande: Uppers, Downers, Screamers & Howlers
- Vidar Busk & the Voo Dooz: Jookbox Charade

Country
- Hellbillies: Spissrotgang
- Hemisfair: Blue Blue Grass of Home
- Shit City: God Bless Our Home
- Steinar Albrigtsen: Moment of Peace

Danseorkester
- Anne Nørdsti: Livli' på låven
- Ole Ivars: Vi lever i håpet
- PK & dansefolket: Bam bam bam
- Scandinavia: Fly

Elektronika
- Alog: Amateur
- Diskjokke: Staying In
- Salvatore: Days of Rage

Folkemusikk/Gammaldans
- Berit Opheim: Den blide sol
- Ragnhild Furebotten: Endelig vals
- Sigrid Moldestad: Taus
- Trio Mediaeval: Folk Songs

Hip-hop
- El Axel: It is wha it is
- Madcon: So Dark the Con of Man
- Tommy Tee: No Studio No Time - The Wait

Jazz
- Fossum-Aarum Quartet: F.A.Q.
- Petter Wettre: Fountain of Youth
- Sharp Nine: Sudoku
- The Core: Office Essentials

Klassisk musikk
- Bergen Philharmonic Orchestra: Prokofiev: Romeo & Juliet
- Ingfrid Breie Nyhus, Åshild Breie Nyhus: Edvard Grieg: Slåtter opus 72
- Nordic Voices: Reges Terrae
- Rolf Lislevand: Vivaldi Musica Per Madnolino E Luito
- Truls Mørk: Nocturne

Kvinnelig Artist
- Ane Brun: Live in Scandinavia
- Christel Alsos: Closing the Distance
- Sissy Wish: Beauties Never Die
- Susanne Sundfør: Susanne Sundfør

Mannlig artist
- Kenneth Ishak: Sliver Lightning From a Black Sky
- Magnet: The Simple Life
- Sivert Høyem & the Volunteers: Exiles
- William Hut: Nightfall

Metal
- Audrey Horne: Le Fol
- Dimmu Borgir: In Sorte Diablo
- Mayhem: Ordo ad Chao
- Red Harvest: A Greater Darkness

Popgruppe
- Blind Archery Club: The Union
- Superfamily: Warszawa
- The Royalties: The Royalties
- Vidar Johnsen, Peter Nordberg: Ord og Ögonblick

Rock
- BigBang: Too Much Yang
- Moving Oos: Peace and Love
- My Midnight Creeps: Histamin
- Raga Rockers: Übermensch
- The Lionheart Brothers: Dizzy Kiss

Samtidsmusikk
- Cikada Duo: Nordheim
- Kari Rønnekleiv: Ole-Henrik Moe: Ciaccona/3 Persephone Perceptions
- Rolf Borch: Step Inside
- Vertavo String Quartet: Nils Henrik Asheim: Broken Line

Viser
- Henning Kvitnes: Stemmer i gresset
- Jan Eggum: Hjerteknuser
- Lomsk: Amerikabrevet
- Ole Paus: Den store norske sangboka
- Svein Tang Wa: Rødast hjerta

Åpen Klasse
- Frode Haltli: Passing Images
- Live Maria Roggen: Circuit Songs
- Pust: Femkant
- Shining: Grindstone
- The Source: The Source of Christmas - Live

Årets Hit
- Kurt Nilsen: Push Push
- Madcon: Beggin’
- Postgirobygget: Tidløs
- Sichelle: Fuck deg
- Venke Knutson: Holiday

Årets Musikkvideo
- Dimmu Borgir: The Serpentine Offering
- Heroes & Zeros: A Strange Constellation
- My Midnight Creeps: Don't Let'em Bring You Down
- Turboneger: Do You Do You Dig Destruction
- WE: Hurdy Gurdy

Årets Nykommer
- Christel Alsos: Closing the Distance
- Heroes & Zeros: Strange Constellations
- Susanne Sundfør: Susanne Sundfør
- Tine Thing Helseth: Haydn/Hummel/Albinoni/Neruda
- Valkyrien Allstars: Valkyrien Allstars